# Naomi Schenck
Naomi Schenck (* 15. Juni 1970 in Santa Monica, USA) ist eine deutsche Szenenbildnerin und Autorin.

## Biographie
Naomi Schenck wuchs in Mülheim an der Ruhr auf, machte ihr Abitur am Gymnasium Broich und verbrachte anschließend einige Zeit in den USA sowie in Mexiko. Ab 1991 studierte sie Malerei und Bühnenbild an der Kunstakademie in Düsseldorf und schloss ihr Studium 1995 erfolgreich ab.
Seit 1996 arbeitet sie als selbstständige Szenenbildnerin für Film- und Fernsehproduktionen. Sie übernahm unter anderem die Art Direction für Lars Beckers Kanak Attack (1999) und wirkte mit als Set Dresser bei Jonas Akerlunds Kinoproduktion Spun (2002).
1998 spielte sie eine Nebenrolle im Tatort Bildersturm.
Als Production Designer arbeitet Schenck schwerpunktmäßig für Fernsehproduktionen, insbesondere für Krimiserien. So entwarf sie das Szenenbild für mehrere Folgen der TV-Serie Der Fahnder, für einige Folgen des Münsteraner Tatorts sowie für zwei Schimanski-Filme, die unter der Regie von Hajo Gies entstanden. Sie war verantwortlich für das Szenenbild in Margarethe von Trottas Familiendramen Winterkind und Dunkle Tage sowie das Setting in mehreren Fernsehfilmen von Lars Becker, darunter Die Weisheit der Wolken. Für die Kinoleinwand gestaltete Schenck das Szenenbild bei Birgit Grosskopfs Jugend-Drama Prinzessin (2005).
Seit 2005 betätigt sich Naomi Schenck auch als Autorin. Sie schreibt Hörspiele, Texte – unter anderem eine Kolumne im Reiseteil der FAZ – und hat seit 2010 insgesamt drei Bücher veröffentlicht. Ihre Heimatstadt Mülheim an der Ruhr verlieh ihr 2015 den Ruhrpreis für Kunst und Wissenschaft.
Naomi Schenck ist die Enkelin des Chemikers Günther Otto Schenck. Die Biographie ihres 2003 verstorbenen Großvaters ist auch das Thema ihres 2016 erschienenen Buches. Naomi Schenck lebt in Berlin.

## Bücher
- Archiv verworfener Möglichkeiten. Belleville, München 2010.
- Kann ich mal Ihre Wohnung sehen? Metrolit Verlag, Berlin 2013.
- Mein Großvater stand vorm Fenster und trank Tee Nr. 12. Hanser Verlag, Berlin 2016.